# Crassula colligata
Crassula colligata (Toelken, 2002) è una pianta succulenta appartenente alla famiglia delle Crassulaceae, originaria dell'Australia. Si tratta di una pianta scoperta recentemente, tanto da essere stata classificata da Hellmut R. Toelken solo nel 2002, basandosi su dei campioni raccolti da N.N.Donner nel 1982.
L'epiteto specifico colligata deriva dal latino e significa "legata", "unita", con riferimento ai fiori, che presentano sepali uniti fra loro.

## Descrizione

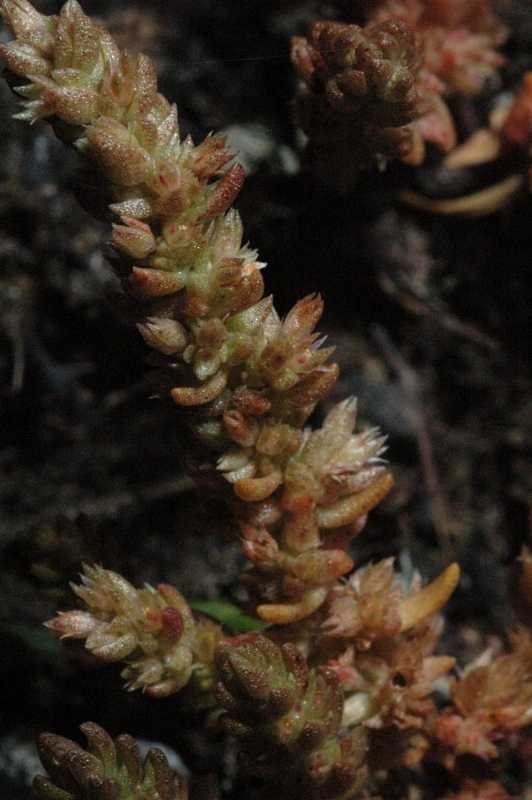
Dettaglio di C. colligata.

C. colligata è una pianta annuale formata da steli lunghi fino a 16 centimetri e dall'aspetto legnoso.
Le foglie, disposte a coppie contrapposte, misurano tra 2 e 5,3 millimetri in lunghezza per 0,4-1,3 mm in larghezza, hanno forma lineare-lanceolata ed estremità acute, con le punte, dall'aspetto ialino, decidue. La pagina superiore è piatta mentre quella inferiore convessa.
Le infiorescenze a tirso, che si sviluppano tra settembre e giugno, sono a spiga con diverse cimule sessili che si sviluppano a partire dalle ascelle delle brattee. Al momento della produzione del frutto verrà prodotto anche un corto pedicello.
I fiori, tetrameri, presentano un calice di forma quasi piramidale, costituito da sepali con una forma da triangolare a lanceolata, lunghi 1,2-2,2 mm, con le estremità acute e che si toccano fra loro. La corolla invece, di colore crema e con alcune sfumature rossastre, è composta da 4 petali lanceolati, lunghi 0,6-0,8 mm, dalle estremità acuminate e piegati longitudinalmente. I carpelli sono di forma conica, con due ovuli al loro interno.
I frutti sono dei follicoli con una superficie da liscia a ricoperta da fini papille, che rilasciano i semi, dalla forma ellittico-obovata, attraverso dei fori apicali oppure, più di rado, si distaccano anche dalla base del ricettacolo. Questi semi misurano circa 0,3-0,5 mm in lunghezza, e hanno un aspetto liscio o, a volte, presentano dei tubercoli disposti in striature longitudinali.

## Distribuzione e habitat
C. colligata è una specie originaria dell'Australia e, nello specifico, la si può trovare negli stati federati di Australia Occidentale, Australia Meridionale, Tasmania, Victoria e Nuovo Galles del Sud. Alcune limitate popolazioni si trovano anche in entrambe le isole della Nuova Zelanda, dove erano state erroneamente classificate come Crassula tetramera.
Inoltre, per opera dell'uomo, risulta anche introdotta in California, dove si è naturalizzata in una ristretta area.

## Tassonomia
Al momento, oltre alla pianta in sé, è accettata una sola sottospecie:
- Crassula colligata subsp. lamprosperma Toelken

Per indicare la specie principale viene talvolta utilizzato il nome C. colligata subsp. colligata.

### Sottospecie

#### Crassula colligatasubsp.lamprosperma
C. colligata subsp. lamprosperma è l'unica sottospecie di C. colligata e ne condivide buona parte dell'areale. L'epiteto lamprosperma deriva dal greco λαμπρός (lamprós, brillante) e σπέρμα (spérma, seme), con riferimento al colore dei semi di questa pianta.
Le principali differenze rispetto alla specie principale si riscontrano in follicoli e semi. I primi, eretti, presentano dei pori nella metà superiore mentre quella inferiore ha un aspetto papilloso. I semi invece hanno una forma ellissoidale, più raramente obloido-ellissoidale, ed una superficie liscia, presentando di rado alcune creste longitudinali, dall'aspetto lucido. Inoltre le infiorescenze si sviluppano tra agosto e novembre.

### Specie simili
Questa specie presenta diverse caratteristiche simili ad altre Crassula a portamento erbaceo diffuse nel territorio australiano ed, in particolare, ad una prima analisi risulta quasi indistinguibile da Crassula sieberana. La principale differenza sta nella presenza delle punte decidue sulle estremità delle foglie, caratteristiche di C. colligata, tuttavia presenti solo negli esemplari più giovani. Altre caratteristiche utili per distinguere le due specie sono i frutti di forma piramidale, a coppa invece in C. sieberana, e i rami eretti e legnosi, striscianti e carnosi in C. sieberana.
Altra specie con caratteristiche morfologiche simili, con la quale C. colligata forma naturalmente ibridi, è Crassula tetramera, dalla quale si differenzia per il portamento degli steli, rigidamente eretti nella prima e prostrati nella seconda.
Da notare comunque che queste specie presentano una certa variabilità genetica e pertanto, in assenza di foglie giovani, è consigliato analizzare la combinazione dei vari elementi caratteristici, più che considerarli singolarmente.